# Carmichael (Hersteller)

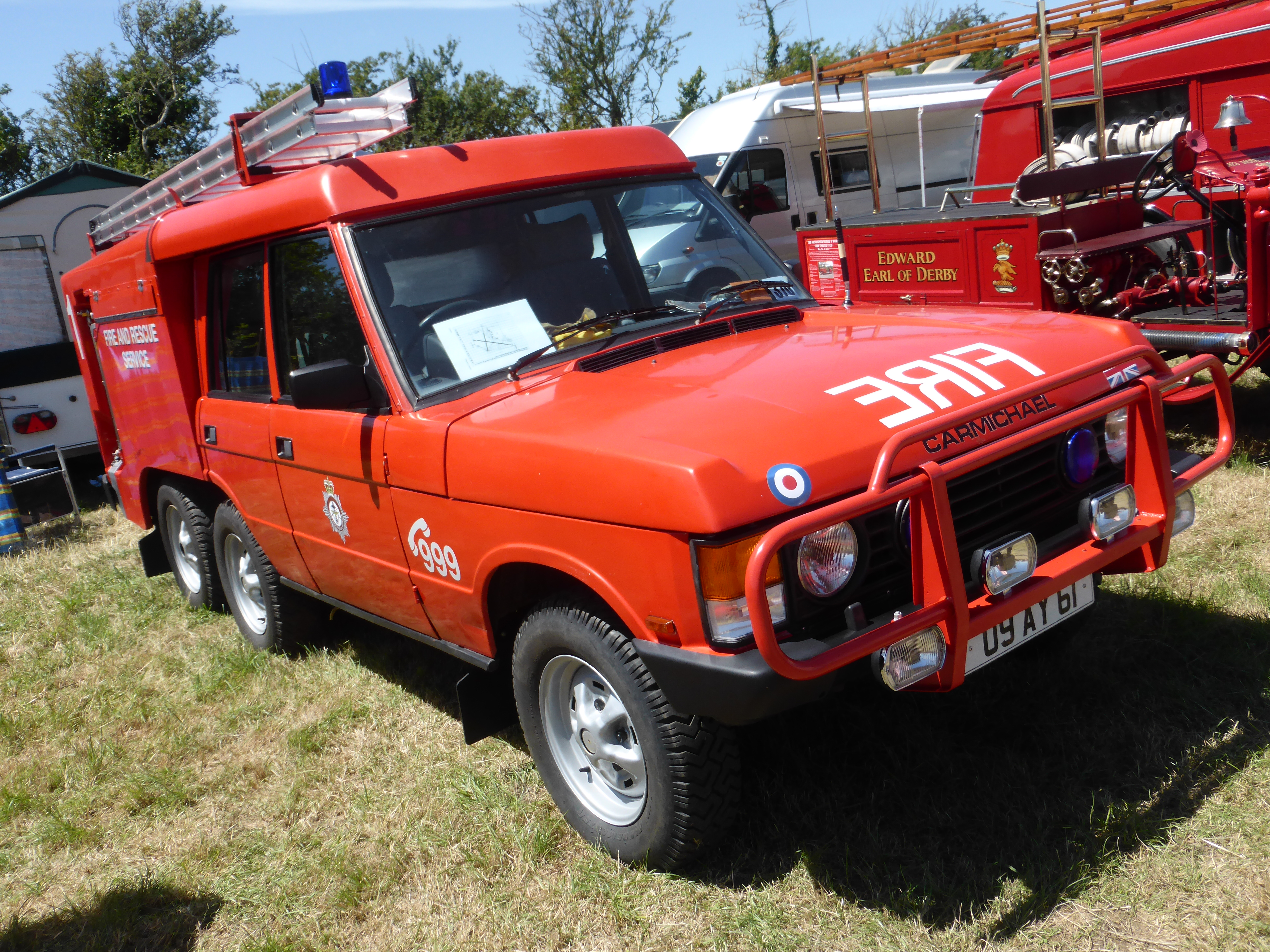
3 Achs Range Rover mit Carmichael Equipment

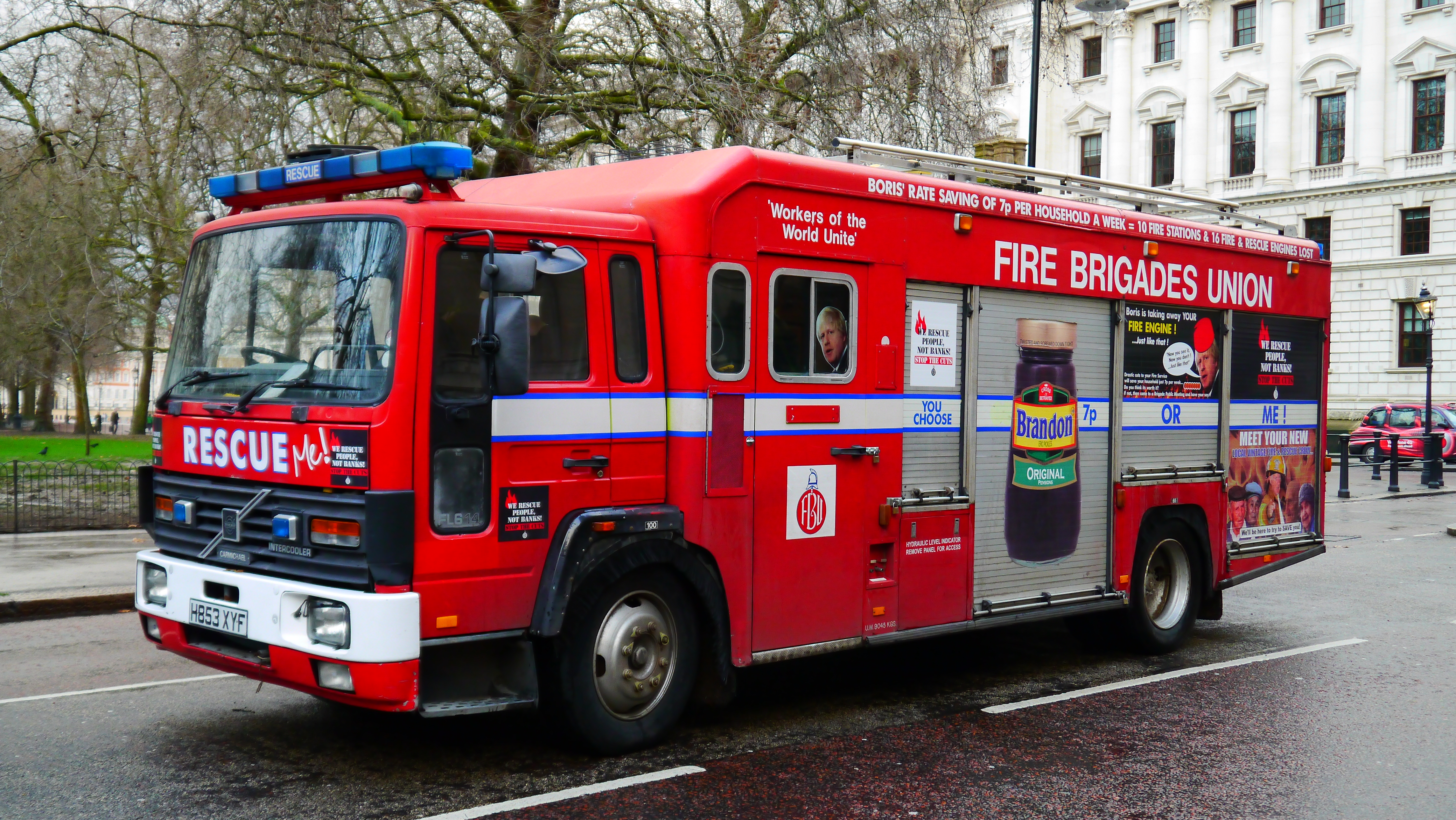
Carmichael Volvo FL6 14 (1991), London

Carmichael war ein Hersteller von Karosserieaufbauten auf PKW oder LKW Basis aus Worcester, West Midlands, England, ungefähr 25 Meilen südlich von Birmingham. Hauptsächlich wurden Kommunal- und Feuerwehrfahrzeuge gebaut.

## Geschichte

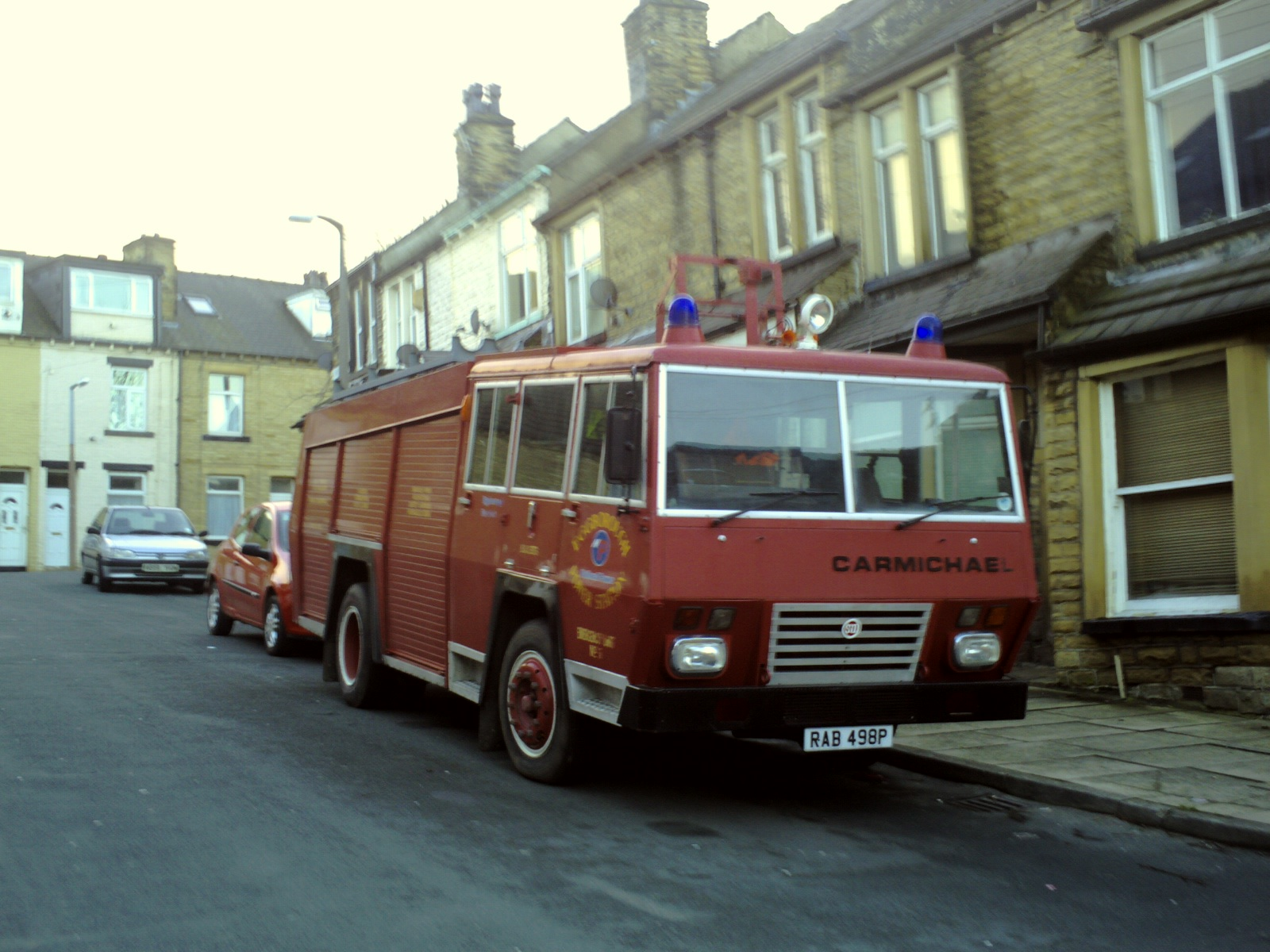
Carmichael Feuerwehrfahrzeug Mitte der 1970er (Fotografie aus 2008)

Das Unternehmen wurde 1849 als Karosseriebauer von der Familie Carmichael gegründet. Um das Jahr 1947 firmierte es unter dem Namen Carmichael & Sons, in den 1970er-Jahren war es unter Carmichael Fire & Bulk Ltd. bekannt. Im Jahr 1992 wurde das Unternehmen von der Trinity Holdings Group übernommen und in Carmichael International Ltd (CIL) umbenannt. Nach dem Verkauf an die Mayflower Corporation im Jahr 1998 erfolgte eine Rückbenennung in Carmichael International Ltd, bevor es 1999 zu einem Management Buy Out kam, bei dem der Name beibehalten wurde.
Im Jahr 2004 wurde CIL liquidiert, der Unternehmensnachlass jedoch von AMDAC Carmichael Ltd (ACL) übernommen. 2008 ging ACL in den Besitz von Merentha Management über. 2012 wurden die Markenrechte von Simon und Carmichael erworben, ehe ACL 2016 liquidiert wurde. Noch im selben Jahr kaufte Carmichael Support Services Ltd den Nachlass von ACL. 2017 gingen die weltweiten Markenrechte von Simon und Carmichael an die Simon International Group Limited (SIG) über, die Teil der Guangdong Yongqiang Auld Lang Real International Fire Fighting Vehicles Ltd ist.
Am 26. Januar 2018 wurde das Unternehmen in CSS Fire Vehicles Limited umbenannt, ehe am 18. Juli 2018 die Terberg DTS UK Ltd vom Konkursverwalter sämtliche Rechte erwarb, um den Support weiterzuführen und die Ersatzteilversorgung sicherzustellen.

## Pumpen
Seit dem Zweiten Weltkrieg werden Feuerwehrpumpen gebaut.
Namen, die aufgetaucht sind:
- FB4500/2250[8]
- Carmichael Cl0,000[9]

## Flugfeldlöschfahrzeuge
Carmichael & Sons bauten 1947 das erste Feuerwehrfahrzeug für die Feuerwehr von Worcester (Jetzt Teil des Hereford and Worcester Fire and Rescue Service).
Das erste Fahrzeug für den Export wurde 1952 für den New Zealand Fire Services gebaut. 1962 stellte sie das erste Flugfeldlöschfahrzeug her.
Die Fahrzeuge im Einzelnen:

### Mk 10 Mk 11

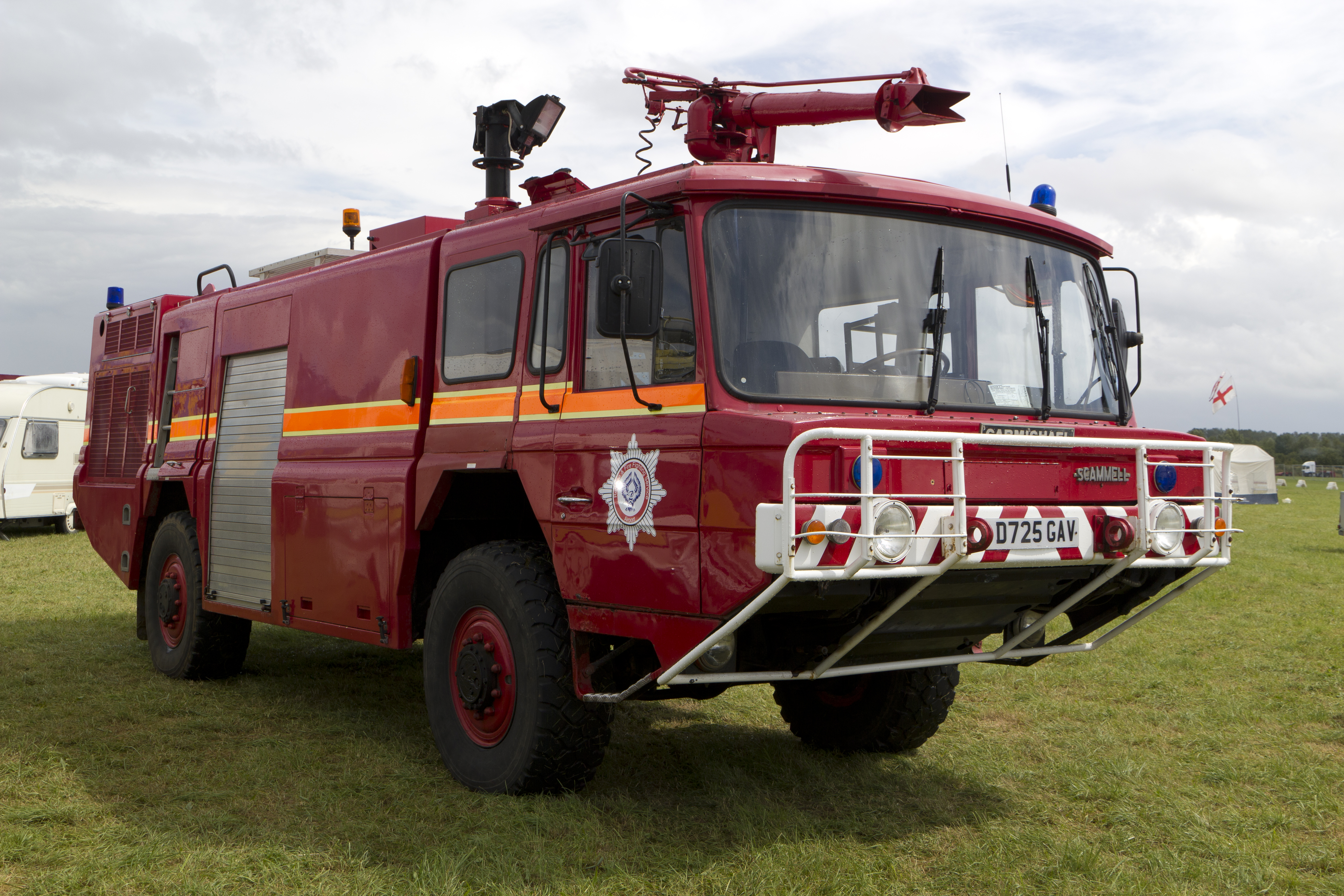
Carmichael Mk 10 (nicht E) Bj. 1986, 03.08.2012 South Cerney Airfield Cirencester

Der Mark 10 oder Mk 10 (Nummerierung wohl durch die Royal Air Force) ist ein zweiachsiges FLF auf Scammell Nubian Basis.
Carmichael hat zusammen mit Simon-Gloster den Aufbau hergestellt. Eventuell hat Simon-Gloster bzw. Simon-Gloster-Gloucester-SARO nur die Umbauten zur E-Version gemacht. Das Fahrzeug wurde 1981 entwickelt und danach in den Versionen B, C und E weiterentwickelt.
Die Version E unterscheidet sich von den anderen Varianten, da sie einen neuen Vorder- und Hinter-aufbau bekommen hat.
Vorne ist die Schnauze fast weggefallen und hinten fällt das Dach jetzt schräg ab.
Der Hauptunterschied zwischen dem Mk10 und dem Mk11 ist die Achszahl bzw. die Länge. Der Mk10 hat zwei Achsen, der Mk11 drei Achsen.
Es gibt auch Mk11 die von Gloster-Saro stammen.
Technische Daten Mk10E
- Chassis: Scammel Nubian 4X4
- Motor: Cummins V903, 903 Kubikzoll (14,8 Liter), V8 Diesel, 302 bhp (225 kW) bei 2800/min
- Länge × Breite: 8,48 m × 2,49 m
- Gesamtmasse mit Mannschaft: 16.050 kg
- Besatzung: 1 + 3
- Baujahr: ab 1981
- Aufbau: Carmichael, teilweise Simon-Gloster
- Löschmittel
  - Wasser: 600 gal. (2730 l)
  - Schaummittel: 80 gal. (364 l)
  - 50 kg Bromchlordifluormethan (Halon 1211)
- Löschmittelabgabe: Dachmonitor

### MFV

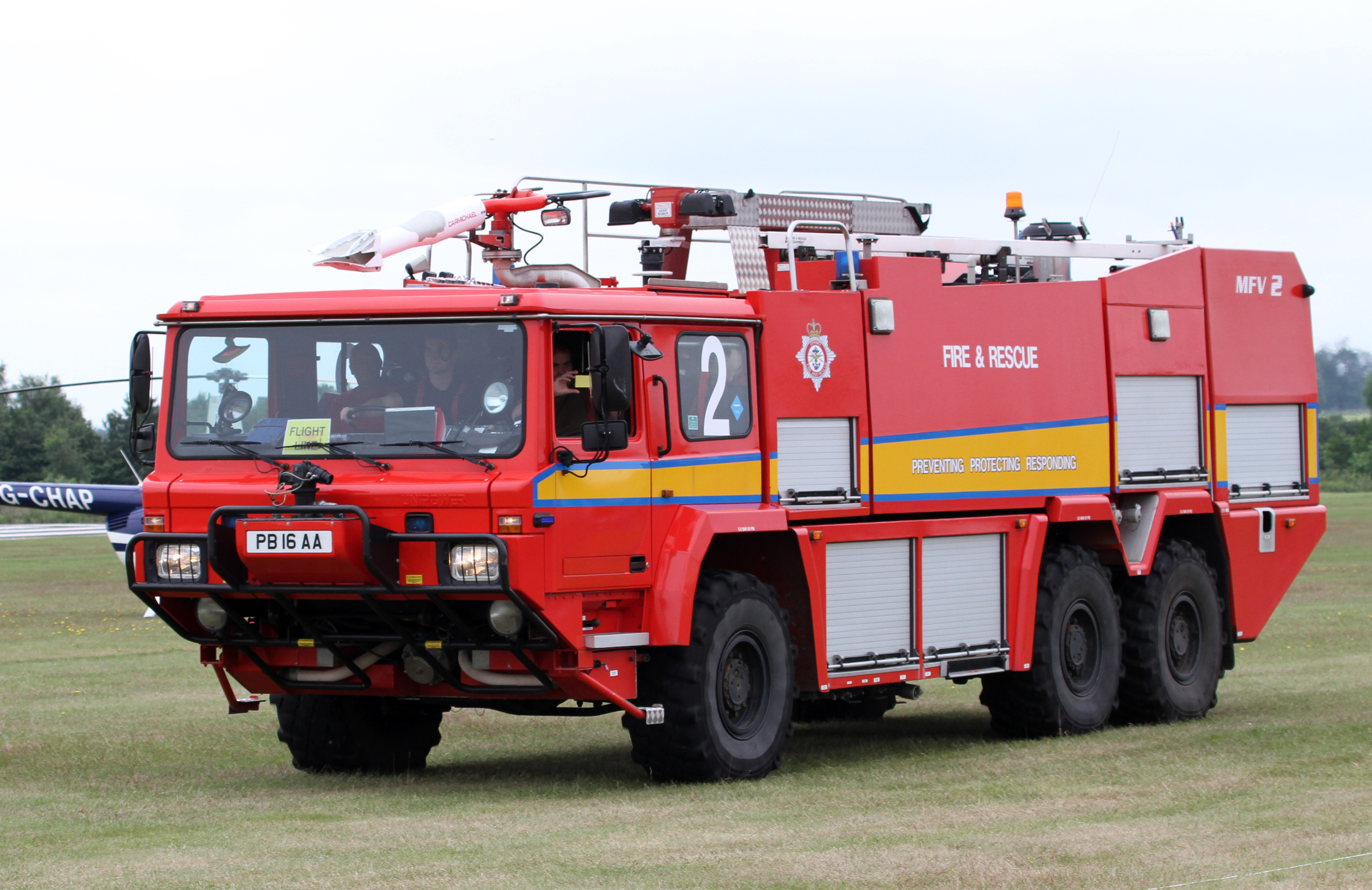
Carmichael MFV 2 6x6 auf dem Royal International Air Tattoo 2017

Das Major Foam Vehicle wurde anscheinend für das Militär entwickelt und wurde weltweit eingesetzt.
Das erste auf den Stand des MFV 2 gebrachter MFV wurde am 23. Oktober 2007 von Amdac Carmichael an DFS (Defence fire service, GB) übergeben.
Das MFV 2 ist an den hochgezogenen Seitenverkleidungen des Daches zu erkennen.
Technische Daten MFV
- Chassis: Unipower 6x6
- Motor: Detroit Diesel 8V92TA, 585 PS (430 kW)
- Länge × Breite × Höhe: 10,5 m × 2,8 m × 3,28 m
- Höchstgeschwindigkeit: 67 mph (107 km/h)
- Beschleunigung 0–50 mph(80 km/h): 27 s
- Gesamtgewicht: 26.460 kg
- Baujahr: 1997
[13]
- Löschmittel
  - Wasser: 6825 l (1500 gal.)
  - Schaummittel: 820 l (189 gal.)
- Löschmittelabgabe: Frontmonitor sowie Dachmonitor

### Jetranger
Es taucht der Jetranger mit drei verschiedenen Fahrerhäusern auf. Einmal auf einem Scammel Super Nubian 6x6 zum anderen auf
und

### Viper
Technische Daten
- Basis: Scania 124C-420 4x4, 6x6[17]
- Motor[18]: 6-Zylinder-Diesel, 420 PS mit 11.716 cm³ Hubraum
- Länge × Breite × Höhe: 8,67 m × 2,9 m × 3,72 m
- Höchstgeschwindigkeit[18]: 125 km/h
- Baujahr: 2004[18], 2006
- Gesamtgewicht: 19.000 kg
- Besatzung: 1 + 3
- Löschmittel
  - Wasser: 5650 l
  - Schaummittel: 875 l
- Löschmittelabgabe: Dachmonitor

### Cobra 1
Technische Daten
- Chassis: Unipower 6x6
- Motor: Detroit 8V92; 585 bhp
- Besatzung: 1 + 3
- Baujahr: 1993[20]
- Baujahr: 1986[19]
- Löschmittel
  - Wasser: 10.000 l
  - Schaummittel: 1.280 l
- Löschmittelabgabe: Frontmonitor sowie Dachmonitor

### Cobra 2
Technische Daten

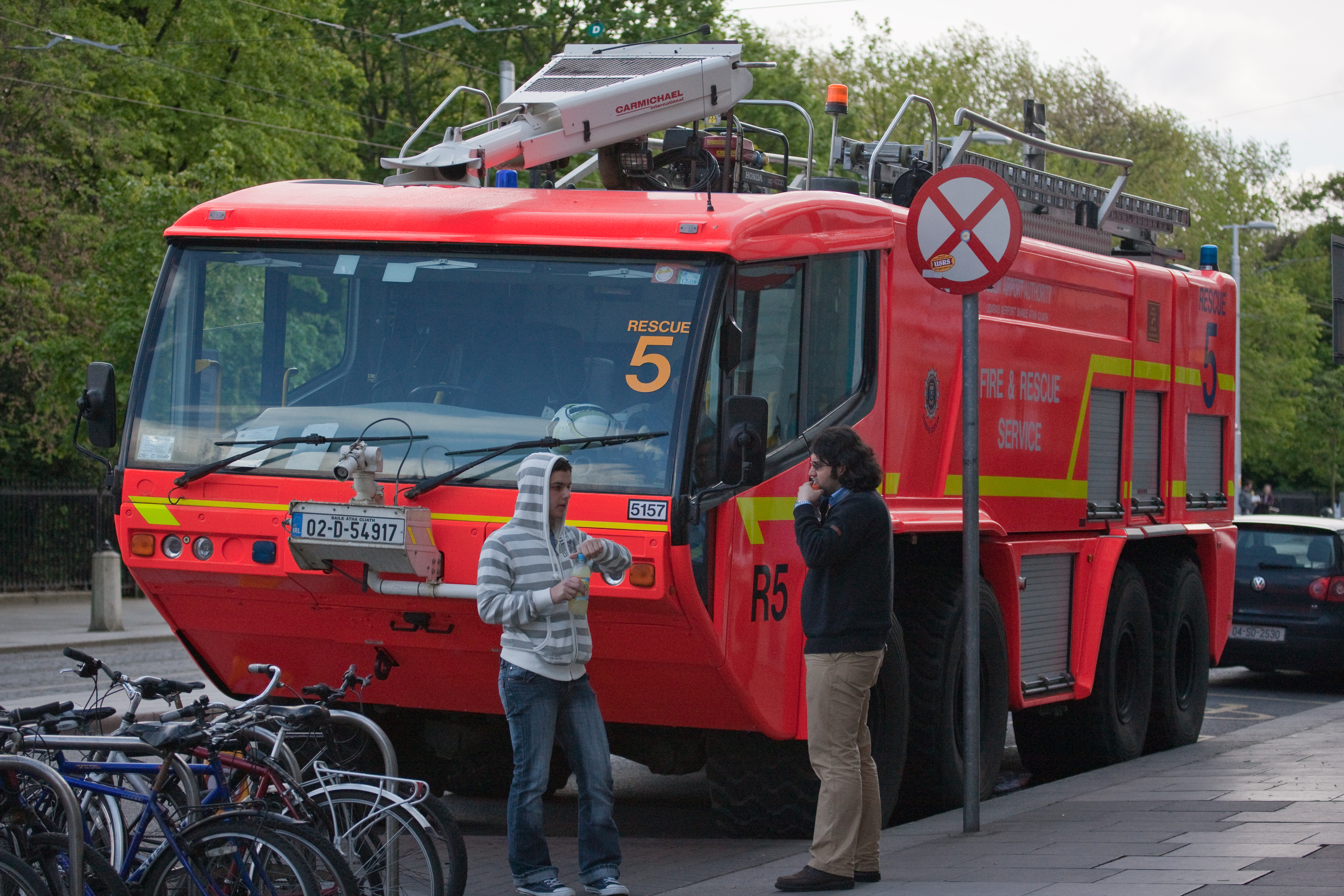
Carmichael Cobra 2 8x8 in Dublin

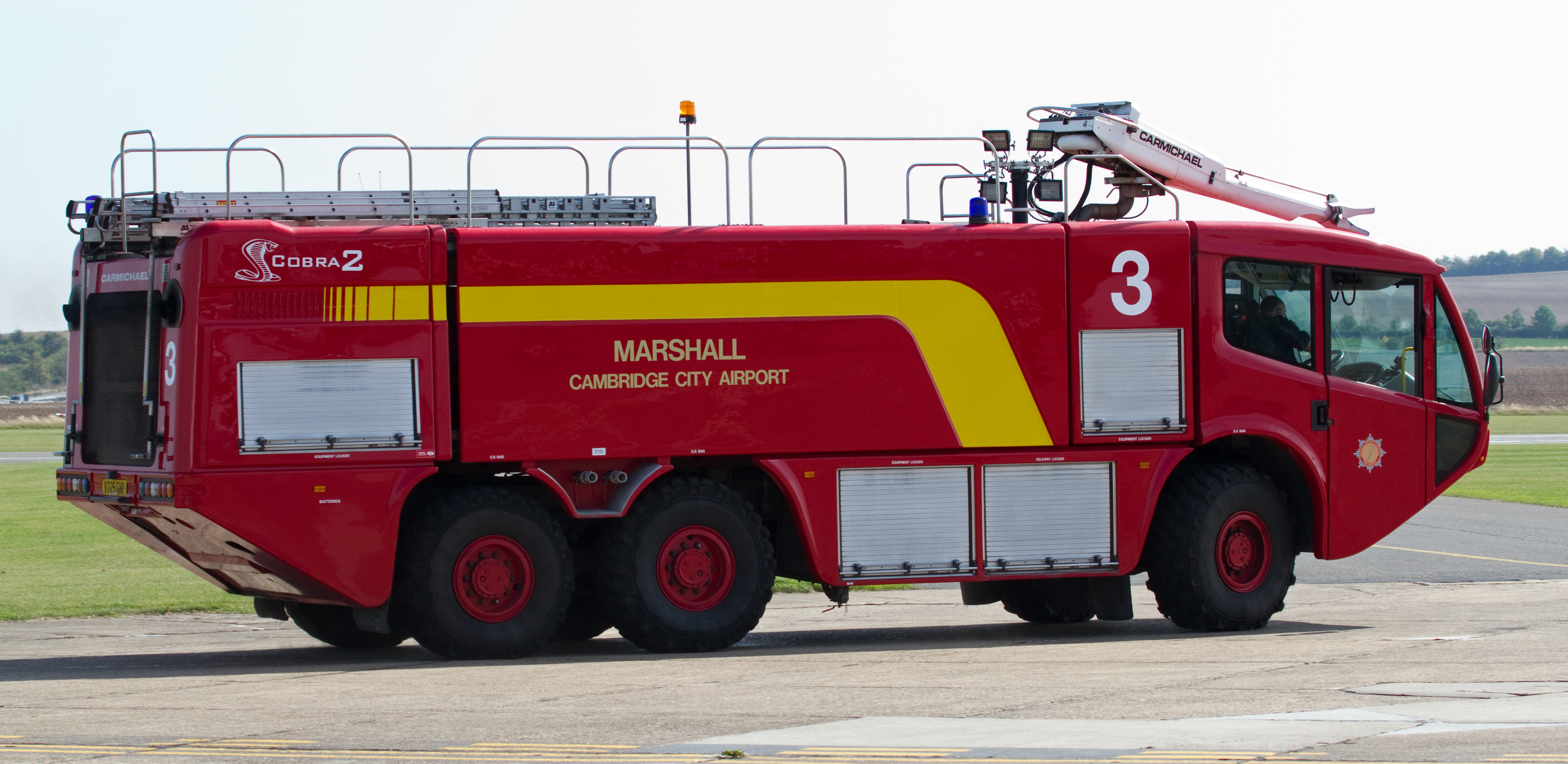
Carmichael Cobra 2 6x6 am Flughafen Cambridge im September 2011

- Chassis: 4x4, 6x6, 8x8 SWB, 8x8 LWB
- Motor: 515 kW / 700 PS
- Beschleunigung 4x4: 0–80 km/h in 25 Sekunden
- Beschleunigung 6x6: 0–80 km/h in 35 Sekunden
- Pump and Roll Geschwindigkeit: 40 km/h
- Länge × Breite × Höhe, ohne Spiegel, mit Dachhandläufen: 10,5 m × 2,97 m × 3,77 m[9]
- Baujahr: 2006[9]
- Gesamtgewicht 4x4: 26.000 kg
- Gesamtgewicht 6x6: 36.000 kg
- Besatzung: 1 + 4
- Baujahr: ab min 1992[22]
- Preis: 500.000 englische Pfund(2007)[23]
- Löschmittel
  - Wasser und Schaummittel: 6.000–12.500 l
  - Pulver: 250–500 kg
- Löschmittelabgabe: Frontmonitor sowie Dachmonitor
  - HRET: Snozzel von Crash Rescue[23]

### Cobra 3

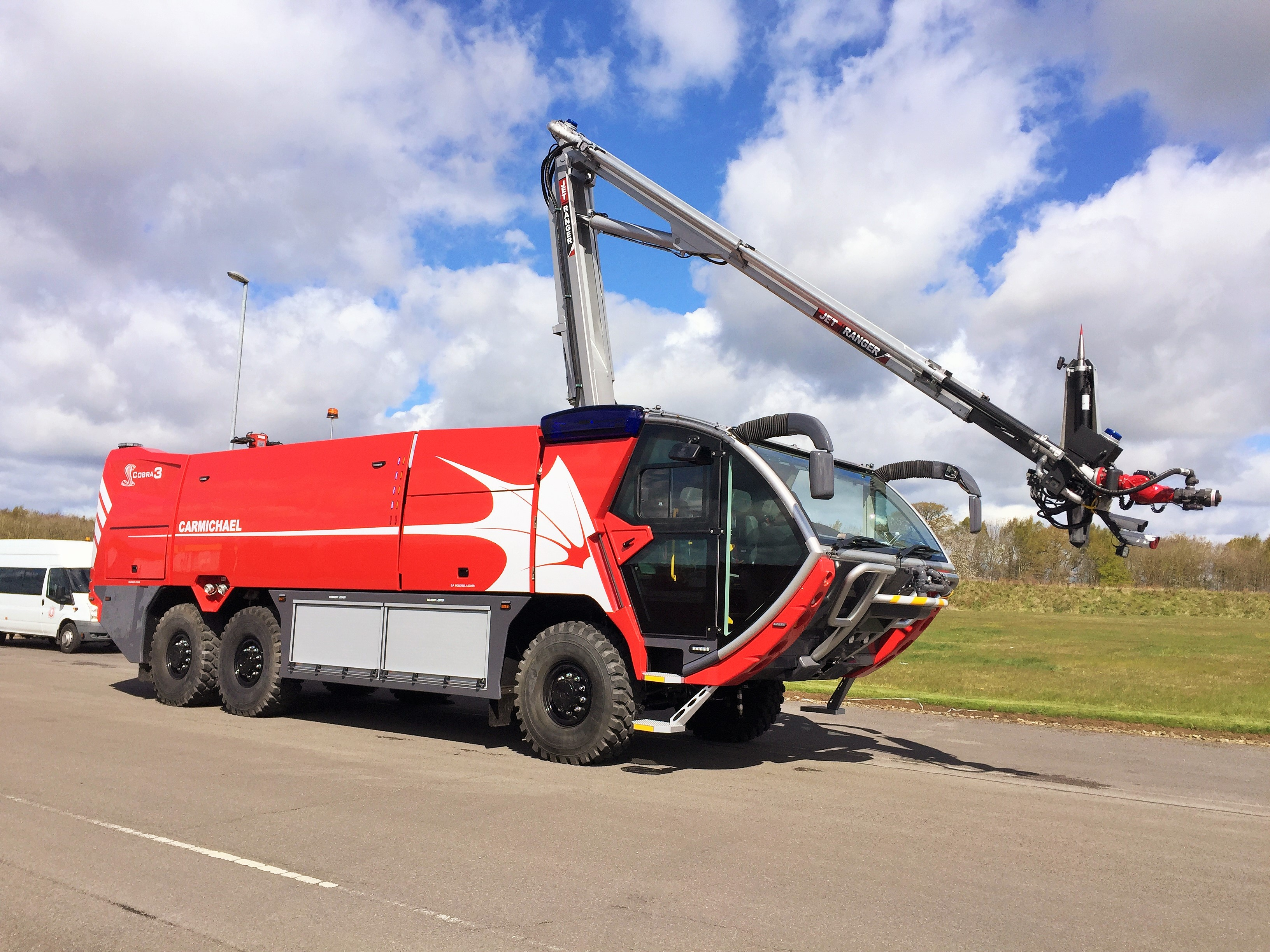
Carmichael Cobra 3 6x6 mit HRET

Der Cobra 3 wurde 2015 auf der Interschutz vorgestellt. Ebenso wie der Carmichael eigene HRET Jet Ranger.
Technische Daten
- Chassis: Carmichael 4x4, 6x6, 6x6 SWB, 8x8
- Chassis: Timony 8x8
- Motor: Volvo TAD1662VE, 515 kW / 700 PS
- Beschleunigung 4x4: 0–80 km/h in 25 Sekunden
- Beschleunigung 6x6: 0–80 km/h in 35 Sekunden
- Höchstgeschwindigkeit 6x6: 115 km/h
- Länge × Breite × Höhe 6x6: 11,87 m × 3,18 m × 3,75 m
- Länge × Breite × Höhe 6x6 HRET: 11,87 m × 3,18 m × 3,9 m
- Gesamtgewicht 4x4: 24.000 kg
- Gesamtgewicht 6x6: 36.000 kg
- Besatzung: 1 + 5
- Löschmittel
  - Wasser und Schaummittel: 6.000–13.000 l
  - Wasser 6x6: 10.000 l
  - Schaummittel 6x6: 1.440 l
  - Pulver 6x6: 250 kg
- Löschmittelabgabe: Frontmonitor sowie Dachmonitor oder HRET
  - HRET: Jet Ranger, Höhe: 15,24 m, Ausladung: 11,04 m; 20 m Höhe verfügbar

### Cougar
Bei bos-fahrzeuge.info wird einmal ein Carmichael/Timony Cougar als 8x8 des Cranfield Airport Fire & Rescue Service aus Bedfordshire gezeigt.
Dasselbe Fahrzeug ist auch in offroadvehicle.ru abgebildet.
Als 'Unipower Cobra/Carmichael 6x6 CrT Fire 3' ist der Cougar als 6x6 unter zu sehen, aufgenommen im August 1994.
Erkennbar ist Cougar an der geschwungenen unteren Fenster Linie.
Technische Daten
- Baujahr: 1993[27]

## Sonstige Fahrzeuge
- Tankfahrzeuge